# Impilax
Impilax (karelska: Imbilahti, finska: Impilahti, ryska: Impilachti) var en tidigare kommun i Salmis härad i Viborgs län.
Impilax var enspråkigt finskt, beboddes av 4 845 människor och blev del av Sovjetunionen efter andra världskriget.

## Kända personer från Impilax
- Einari Ketola (1904–1980), skådespelare, sångare och sångtextförfattare
- Cyril Szalkiewicz (1914–1969), pianist
- Pentti Saarikoski (1937–1983), översättare och poet